# Rebecca Wilczak
Rebecca Wilczak –conocida como Becky Wilczak– (Berwyn, 5 de agosto de 1980) es una deportista estadounidense que compitió en luge en la modalidad individual.
Ganó una medalla de bronce en el Campeonato Mundial de Luge de 2001, en la prueba por equipo. Participó en los Juegos Olímpicos de Salt Lake City 2002, ocupando el quinto lugar en la prueba individual.

## Palmarés internacional
| Campeonato Mundial | Campeonato Mundial | Campeonato Mundial | Campeonato Mundial |
| Año                | Lugar              | Medalla            | Prueba             |
| ------------------ | ------------------ | ------------------ | ------------------ |
| 2001               | Calgary (Canadá)   | Medalla de bronce  | Equipo             |